# Tricalysia lasiodelphys
Tricalysia lasiodelphys là một loài thực vật có hoa trong họ Thiến thảo. Loài này được (K.Schum. & K.Krause) A.Chev. miêu tả khoa học đầu tiên năm 1940.